# Ischnodora ugyeni
Ischnodora ugyeni là một loài bọ cánh cứng trong họ Cerambycidae.